# Aleja Warszawska w Lublinie
Aleja Warszawska w Lublinie – ulica w Lublinie łącząca Rondo Honorowych Krwiodawców z północno-zachodnimi granicami miasta, dziewiąta ulica w Lublinie pod względem długości (3867 m). Jest alternatywną, lokalną drogą wylotową na Warszawę.
Ulica jest jednojezdniowa, na odcinku od ul. Zbożowej do ul. Sławinkowskiej posiada dwa pasy w każdą stronę.
Od reformy sieci drogowej w 1985 roku do czasu powstania zewnętrznej (ekspresowej) obwodnicy znajdowała się w ciągu drogi krajowej nr 17 oraz od 1995 roku także w ciągu trasy europejskiej E372. Dawniej była częścią drogi państwowej nr 14 oraz międzynarodowych E81 i T12.

## Pochodzenie nazwy
Nazwa ulicy pochodzi od drogi wylotowej do miasta Warszawy.

## Komunikacja miejska
Ulicą kursują następujące linie ZTM Lublin
- na całości ulicy: 20
- od Ronda Honorowych Krwiodawców do Zbożowej: 18, 30
- od Ronda Honorowych Krwiodawców do al. Solidarności: N1 (linia nocna)

Do 1972r. na odcinku od Alei Kraśnickiej do ul. Zbożowej kursowały trolejbusy.

## Otoczenie
- Skansen
- Ogród Botaniczny